# Zerpenschleuse
Zerpenschleuse è una frazione del comune tedesco di Wandlitz, nel Brandeburgo.

Conta (2007) 953 abitanti.

## Storia
Zerpenschleuse fu fondata nel XVII secolo.

Costituì un comune autonomo fino al 26 ottobre 2003.